# 麦地那龙线虫
麦地那龙线虫（學名：Dracunculus medinensis），又稱幾內亞龍線蟲，是一種可寄生於人體內的寄生蟲，屬於線蟲的龍線蟲屬，可引起麥地那龍線蟲病，病徵有疼痛、腫脹、甚或可導致喪失勞動能力。這種病是由本物種的雌性生物引起，是同屬生物中可感染人類的最長物種。相比起來，本物種的雄性同類的體形細小得多。根據2009年的紀錄，本物種的雌性生物的最長紀錄是800 mm（31英寸），而其雄性紀錄則只有40 mm（1.6英寸）。
雖然這種生物在地球上存活了可能接近一百萬年，但要直到1980年代，因應卡特中心的興建，對於因為這種線蟲所引起病變的防治才開始。透過教育，居民知道這種病乃透過飲用含有蟲卵的不潔食水而引起。一旦染病，病者需要隔離，並為他們提供支援。而透過為居民建造輸水管道來提供潔淨食水，加上教育配合，可有效減低病發率。

## 參见
- 麦地那龙线虫病

### 外部連結
- Donors Commit $240 Million to Fight Neglected Diseases
- How to Slay a Dragon （页面存档备份，存于） - documentary by Clifford Bestall, broadcast on Al Jazeera English, Spring 2014 (video, 47 min.)
- 世界衛生組織 （页面存档备份，存于）
- .   [2014-12-13]. （原始内容存档于2008-10-24） （中文（繁體））.